# اف.کا. ۳۱ کول‌هون
اف. کا. ۳۱ کول‌هون (به انگلیسی: NVI_F.K.31) یک هواگرد ملخ‌پیشین تک‌موتوره از نوع شناسایی ساخت شرکت Nationale Vliegtuig Industrie است. هواگرد اف.کا. ۳۱ کول‌هون نخستین پروازش را در ژوئن ۱۹۲۳ میلادی انجام داد. این هواگرد در سال ۱۹۲۵ میلادی رسماً معرفی گردید. در مجموع، تعداد ۱۷ فروند از این هواگرد ساخته شده‌است.